# Wim Hora Adema
Pour les articles homonymes, voir Adema.
Wim Hora Adema (14 juillet 1914 - 10 décembre 1998) est une écrivaine et féministe néerlandaise connue pour avoir fondé Opzij en 1972, un magazine mensuel féministe radical. Elle fut l'une des plus connues des féministes de la seconde vague.